# الکساندرا، بخش رادام
الکساندرا، بخش رادام (به لاتین: Aleksandrów, Radom County) یک منطقهٔ مسکونی در لهستان است که در Gmina Jedlnia-Letnisko واقع شده‌است.